# Еліо
«Еліо» (англ. Elio) — американський комп'ютерний анімаційний науково-фантастичний пригодницький мультфільм, створений Pixar Animation Studios та випущений Walt Disney Pictures. Режисер картини — Едріан Моліна, продюсер — Мері Еліс Драмм, виконавчий продюсер — Піт Доктер, у головних ролях — Йонас Кібріб, Америка Феррера, Джаміла Джаміль та Бред Ґаррет. Це двадцять восьмий повнометражний мультфільм студії.
«Еліо» — третій анімаційний мультфільм Pixar, присвячений жанру наукової фантастики, після «ВАЛЛ-І» та «Лайтер». Мультфільм був офіційно анонсований на виставці D23 Expo у вересні 2022 року.
Прем'єра в США відбулася 20 червня 2025 року.

## Сюжет
Сирота Еліо Соліс живе зі своєю тіткою Ольгою, майором ВПС, яка відмовилася від своїх прагнень стати астронавтом, щоб виховувати племінника. Еліо бачить зонд «Вояджер-1», що надихає його мріяти про космічні подорожі. З часом Еліо дедалі сильніше хоче, щоб його викрали інопланетяни. Щодня він лежить на пляжі в очікуванні, але його ніхто не забирає. Одного разу вночі двоє хуліганів, Брайс і Калеб, втручаються в роботу його радіостанції. Внаслідок бійки Еліо травмує ліве око та починає носити на ньому пов'язку. Хлопчик підслуховує як конспіролог Гюнтер Мелмак стверджує, що інопланетяни зреагували на «Вояджер», і пропонує послати їм повідомлення. Ольга та її колеги відхиляють цю пропозицію. Еліо використовує пристрій Мелмака, щоб відправити власне повідомлення. Пристрій споживає всю енергію на військовій базі, Через що Ольгу ледве не звільняють. Роздратована Ольга вирішує відправити хлопчика до молодіжного табору, але він боїться цього, бо там перебувають Брайс і Калеб.
Еліо все ж відправляють до табору, де він тікає від Брайса, Калеба та двох інших хуліганів, які намагаються його налякати, одягнувши маски інопланетян. Ольга в той час отримує повідомлення від справжніх інопланетян. Їхній корабель забирає хлопчика, тим самим ненавмисне врятувавши від хуліганів. Усередині космічного корабля він зустрічає рідкий суперкомп'ютер OOOOO, який вітає його у Комунікосмосі, де різні інопланетяни діляться своїми знаннями. Посли численних цивілізацій сприймають Еліо за посла Землі, вважаючи, що це він створив «Вояджер». Спершу Еліо вагається, але стає впевненіший, коли дізнається, що на вступ до Комунікосмосу претендує також лорд Ґрайґон. Цей воєначальник-вигнанець погрожує захопити Комунікосмос, якщо його не приймуть. Посли планують поступитися Ґрайґону та повернути Еліо на Землю, але він вирішує домовитися з агресором. OOOOO створює двійника Еліо, щоб зайняти його місце на Землі. Ольга забирає двійника додому, хваляючи, що він «змінився». Та коли він засинає, стає ясно, що вона помітила обман, бо двійник зовсім не цікавиться космосом.
Збрехавши, що він досвідчений лідер, Еліо вирушає на перемовини з Ґрайґоном. Той сприймає їх тільки у вигляді змагання в стрілянині. Хлопчику майже вдається переконати його відмовитися від претензій на місце в Комунікосмосі, але лорд Ґрайґон гнівається, коли Еліо згадує його сина. Еліо опиняється у в'язниці, де знайомиться з сином Ґрайґона, Ґлордоном, який не хоче продовжити батькову справу і постійно носити бойовий екзоскелет. Хлопчик розповідає йому про Ольгу і Ґлордон робить висновок, що тітка насправді любить його. Вони повертаються до Комунікосмосу, і Еліо пропонує Ґлордона в обмін на перемир'я. Але Ґлордон не хоче повертатися, тож Еліо придумує повернути Ґрайґону двійника. Він саджає справжнього Ґлордона у шатл, а Ґрайґону відсилає фальшивого. Проте Ґрайґон помічає підміну та використовує здатність посла Квести читати думки, щоб знайти втікачів. Ґрайґон відправляє війська на пошуки свого сина, тоді як Квеста, засмучена обманом Еліо щодо його посади, повертає хлопчика на Землю. Тим часом Ґлордон випадково спрямовує шатл до Землі.
Повернувшись додому, Еліо бачить як тітка шукає його разом з двійником, в якому вона розпізнала підміну. Вони миряться та прямують на військову базу, де військові затримали шатл, яким прибув Еліо. Двійник Еліо жертвує собою, щоб відвернути увагу військових (всі клони розчиняються, коли вважають свою місію виконаною), а Еліо та Ольга пробираються на базу і знаходять Ґлордона, ледь не помирає. Вони відправляють Ґлордона назад до Комунікосмосу, закликаючи Брайса та Мелмака допомогти їм вирушити разом з інопланетянином і пробитися крізь космічне сміття.
Діставшись Комунікосмосу, вони повертають Ґлордона його батькові, який пересилює свою гординю і виходить зі свого екзоскелета, щоб врятувати синові життя. Ґрайґон вибачається перед сином та послами, а Еліо знову приймають у Комунікосмосі. Еліо відмовляється від посади посла, стверджуючи, що Земля — його дім, і прощається. Квеста нагадує йому, що він насправді ніколи не був самотній. Еліо та Брайс продовжують спілкуватися з Ґлордоном через аматорську радіостанцію.

## Голоси озвучки
- Йонас Кібріб — Еліо Солес[3].
- Зої Салдана — майор Ольга Солес, тітка Еліо, яка керує надсекретним проєктом[3].
- Джаміла Джаміль — посол Квеста, інопланетянка[4].
- Бред Гарретт — лорд Ґрайґон, кремезний войовничий інопланетянин[4].

## Виробництво

### Розробка
9 вересня 2022 року під час презентації D23 Expo 2022 компанія Pixar анонсувала новий фільм під назвою «Еліо» за режисури Едріана Моліни та продюсерки Мері Еліс Драмм. Водночас Моліна та Еліс Драмм говорили про фільм, допомагаючи поставити запитання: «А що, якби я сказав вам, що ми не самотні у Всесвіті, і все, що ви коли-небудь чули про інопланетян, правда?» Невдовзі після цього з'явилося оголошення із запланованим збоєм на екрані та повідомленням із інопланетним текстом: «Приведіть нас до свого лідера».

## Прем'єра
Кінотеатральний прокат «Еліо» планувався кіностудією Walt Disney Studios у США 13 червня 2025 року.

### Маркетинг
Після анонсу проєкту було випущено перший концепт-арт фільму. Джошуа Маєр з «Film» сказав, що це «свіжа, оригінальна оповідь, на якій Pixar побудувала свій бренд». Тизер-трейлер вийшов 13 червня 2023 року. Ітан Андертон сказав: «Шарму цій історії додає той факт, що Еліо не зовсім впевнена дитина. Хоча він артистичний та творчий, він також більше кімнатна дитина, яка не підходить до своїх однолітків. Але, можливо, перебування серед групи інопланетян, які не є людьми, дасть йому можливість встановити зв'язок без будь-якого тиску з боку суспільства. Це може бути нагода, потрібна Еліо, щоб вийти зі своєї шкаралупи».

## Сприйняття
На агрегаторі відгуків Rotten Tomatoes схвально до фільму поставилися 84 % критиків. Консенсус вебсайту підсумовує: «Натхненний темою формування самооцінки, останній космічний шедевр Pixar „Еліо“ може похвалитися фантастичним світом оригінальних створінь із приголомшливими ефектами». Середньозважена оцінка на Metacritic складає 66 балів зі 100, що вказує на «загалом схвальні» відгуки.
Згідно з рецензією Карлоса Агілара на IGN, «Еліо» є хорошою розвагою для 11-ирічних і молодших дітей. Це зворушлива історія з гарним гумором і дизайном, натхненним дитячою уявою. Критик також похвалив те, як ненав'язливо, через дрібні деталі, показується латиноамериканська ідентичність Еліо та Ольги.
Елісон Віллмор у Vulture похвалила центральних персонажів, Еліо та Ґлордона, за зображення їхньої дружби. Але загалом описала фільм недостатньо цілісним і оцінила його середній рівень виконання як нижчий за очікуваний від студії Pixar.
Олександр Наумець на ITC.ua відзначив зворушливу дружбу між Еліо та інопланетянином, і гарну графіку, але в цілому охарактеризував фільм як помітно слабший за попередні творіння Pixar. Підняті проблеми дуже поверхневі, конфлікти вирішуються надто швидко, а мораль надто проста.
Попри доволі схвальні відгуки, фільм зібрав найменшу касу з усіх анімацій Pixar. За перший вікенд «Еліо» приніс лише $21 млн у США та $14 млн за кордоном, при бюджеті близько $150 млн.